# Permitivitate relativă
Permitivitatea dielectrică relativă (εr) este o mărime adimensională care caracterizează starea de polarizație a materialului și se definește ca fiind raportul dintre capacitatea Cx a unui condensator având ca dielectric materialul respectiv și capacitatea C0 a aceluiași condensator având ca dielectric vidul (sau aerul):
{\displaystyle \varepsilon _{r}={\frac {C_{x}}{C_{0}}}.}
De asemenea, poate fi definită și ca raportul dintre permitivitatea absolută în funcție de frecvență și permitivitatea vidului:
{\displaystyle \varepsilon _{r}(\omega )={\frac {\varepsilon (\omega )}{\varepsilon _{0}}},}
Permitivitatea dielectrică relativă este o mărime supraunitară, adimensională și ia valori cuprinse între 1 (pentru gaze) și mii sau chiar zeci de mii în cazul feroelectricilor. Valorile ei pentru câteva materiale electroizolante sunt indicate în tabelul 2.1
Permitivitatea absolută a materialului se obține înmulțind permitivitatea relativă cu permitivitatea vidului:
ε=εR*ε0=(1+χe)*ε0 [F/m]
unde: ε este permitivitatea absolută a materialului,
```
     ε
0
 este permitivitatea absolută a vidului, iar
     χ
e
 este susceptibilitatea electrică a materialului
```

Permitivitatea absolută a vidului este:
```
ε
0
=1/(4Π*9*10
9
)=8.854*10
-12
  [F/m]
```

Materialele cu permitivitate relativă mică se folosesc ca și izolatoare în circuitele electronice, precum și în dispozitivele electronice. În cazul circuitelor integrate și în mod special în cazul circuitelor de înaltă frecvență, utilizarea unor materiale cu permitivitate dielectrică cât mai mică este esențială întrucât reduce capacitățile parazite. În caz contrar, apare fenomenul de diafonie între trasee, ceea ce afectează într-un mod negativ atât performanțele circuitului cât și frecvența maximă de lucru. 
În mod uzual, în circuitele integrate se folosește ca izolator dioxidul de siliciu SiO2, care are permitivitatea dielectrică relativă 3,9. Dacă dioxidul de siliciu este dopat cu fluor, permitivitatea dielectrică relativă scade sub 3,5. Utilizarea unor materiale poroase ca și izolator scade și mai mult permitivitatea dielectrică, aceasta având valori cuprinse între 1 și 3, în funcție de materialul utilizat.
Materialele cu permitivitate dielectrică ridicată se folosesc ca și dielectrici pentru condensatoare, precum și în componentele electronice semiconductoare ca înlocuitor pentru dioxidul de siliciu (SiO2) folosit ca și izolator la poarta tranzistoarelor MOS, în special în aplicațiile cu consum redus. Dacă pelicula de oxid de sub poarta tranzistorului este sub 2 nm, curentul de pierderi este semnificativ. În această situație se impune creșterea grosimii stratului de dielectric, fără a reduce capacitatea.
Permitivitatea dielectrică relativă depinde de temperatură, umiditate, de solicitările mecanice, de parametrii tensiunii aplicate, etc.